# Agathe Bessard
Pour les articles homonymes, voir Bessard.

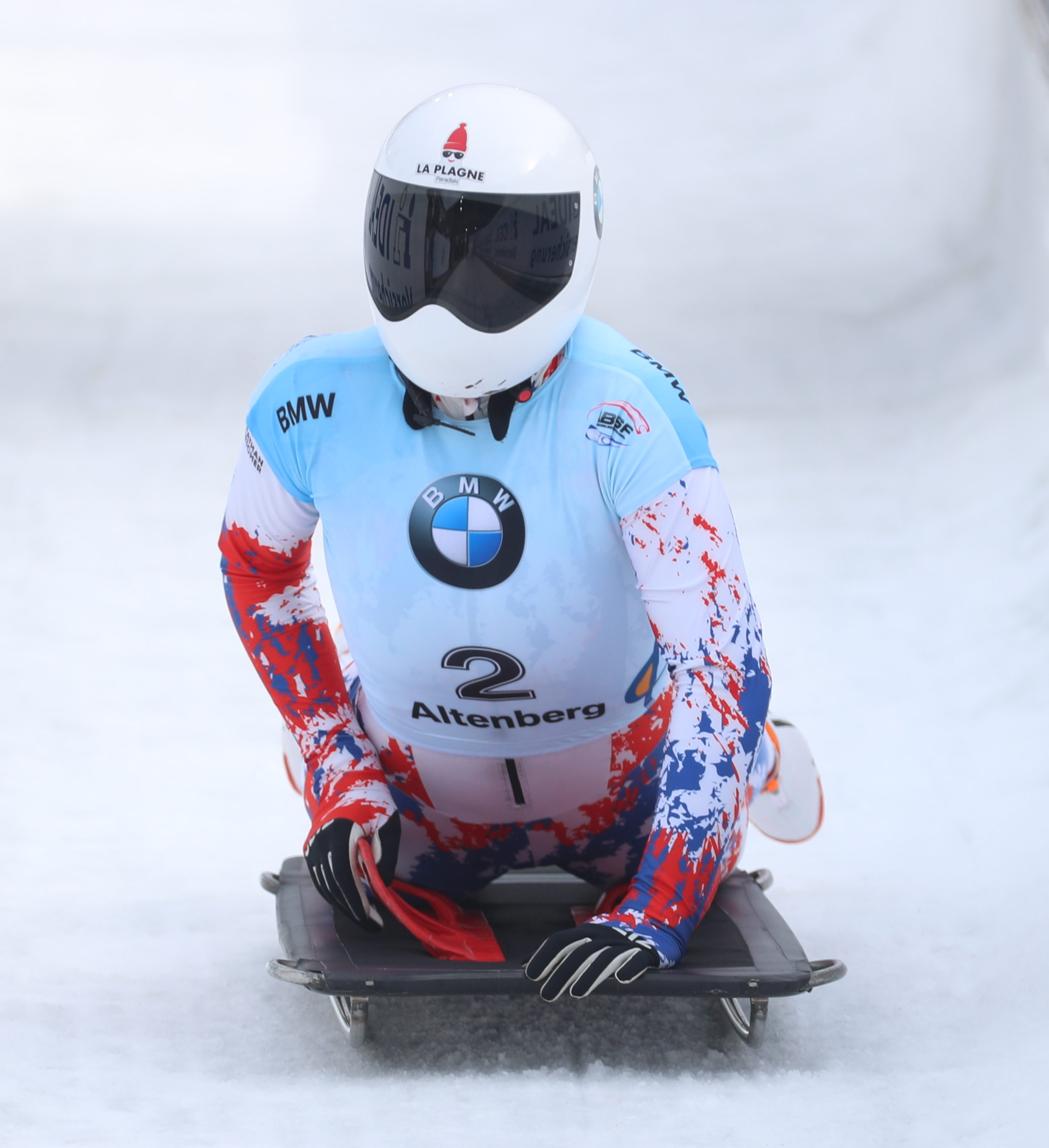
Agathe Bessard sur le circuit 2020 à Altenberg

Agathe Bessard, né le 28 janvier 1999 à Albertville, est une skeletoneuse française.

## Biographie
Agathe Bessard pratique le skeleton depuis 2013 au club de La Plagne, dont son père était directeur technique de la piste de bobsleigh.
À 15 ans, elle participe à ses premières compétitions internationales sur le circuit junior (Youth Series) et, après deux saisons, elle décroche une médaille de bronze aux Jeux olympiques de la jeunesse de Lillehammer en 2016. Elle signe son premier podium senior en 2017 à Lillehammer.
Elle intègre le pôle France à Moutiers puis poursuit ses études en STAPS à Grenoble.
On notera ensuite ses titres de vice-championne d’Europe Junior en 2019 à Sigulda et en 2020 à Altenberg avec sa participation sur le circuit international à partir de la saison 2019-2020.
En février 2020, elle termine quatorzième du championnat du monde de skeleton. L'année suivante, après une saison perturbée par le COVID-19, elle recule dans le classement mondial (tout en étant encore chez les juniors) avec une 20e place sur le circuit de la coupe du monde 2020-2021.
En 2022, elle parvient à décrocher sa qualification aux Jeux olympiques d'hiver de Pékin à la suite de son parcours en coupe du monde bien qu'en ayant raté les deux dernières journées : en effet, avec le jeu des quota par comités nationaux, cela est suffisant pour décrocher le 25e et dernier quota olympique. Cependant, la FFSG décide de ne pas sélectionner pas pour la compétition pour des critères nationaux.

## Palmarès

### Championnats du monde de skeleton
- Meilleur résultat : 14e en 2020.

### Coupe du monde de skeleton
- 2019-2020 : 27e (meilleure place : 11e à Sigulda)
- 2020-2021 : 20e (meilleure place : 13e à Sigulda)
- 2021-2022 : 24e (meilleure place : 21e à Altenberg )